# Butanoato de heptila
Butanoato de heptila é um éster do ácido butanóico com o álcool heptílico, com fórmula C3H7COOC7H15. Possui um aroma suave de chá verde e é utilizado com a finalidade de aromatizante.

## Usos
É utilizado como aromatizante para alimentos contendo frutas numa taxa de 0,66 ~ 2.7 ppm.